# Barilari-Bucht
Die Barilari-Bucht (französisch Baie Barilari) ist eine 20 km lange und 10 km breite Bucht an der Graham-Küste des Grahamlands auf der Antarktischen Halbinsel. Sie liegt zwischen dem Kap García und dem Kap Loqui.
Entdeckt wurde sie bei der Vierten Französischen Antarktisexpedition (1903–1905) unter der Leitung des Polarforschers Jean-Baptiste Charcot. Dieser benannte die Bucht nach Konteradmiral Atilio Sixto Barilari (1857–1928), damals argentinischer Kriegsminister, welcher der Forschungsreise behilflich war. Eine neuerliche Kartierung nahmen Teilnehmer der British Graham Land Expedition (1934–1937) unter der Leitung des australischen Polarforschers John Rymill vor.